# Радо Бордон
Радо Бордон (*16 листопада 1915  — †19 червня 1992) — словенський поет, перекладач. Учасник народно-визвольної боротьби народів Югославії проти німецької окупації в роки Другої світової війни. Перекладав з багатьох мов, зокрема з української.

## Творчість
В тижневику «Наші огляди» 4 квітня 1964 надрукував у своєму перекладі твори Тараса Шевченка «Заповіт», «І мертвим, і живим…», «А. О. Козачковському», «Поялкам», «Садок вишневий коло хати», «Сон (На панщині пшеницю жала)», «Не гріє сонечко на чужині» тощо. Там же вміщено його статтю про життя і творчість українського поета.
Автор радіовистави про Шевченка, здійсненої 27 лютого 1964 року в Любляні.